# Enalcyonium digitigerum
Enalcyonium digitigerum is een eenoogkreeftjessoort uit de familie van de Lamippidae. De wetenschappelijke naam van de soort is voor het eerst geldig gepubliceerd in 1984 door Ho.